# Малиновка (Брусиловский район)
Малиновка (укр. Малинівка) (в прошлом — Эдуардов хутор, позже — Тесновка) — село на Украине, находится в Брусиловском районе Житомирской области.
Код КОАТУУ — 1820982703. Население по переписи 2001 года составляет 31 человек. Почтовый индекс — 12633. Телефонный код — 4162. Занимает площадь 3,75 км².

## Адрес местного совета
12634, Житомирская область, Брусиловский р-н, с. Морозовка, ул. Мира, 203